# سازمان آموزش و فرهنگ و علوم عرب
سازمان آموزش و فرهنگ و علوم عرب (عربی: المنظمة العربية للتربية والثقافة والعلوم) یکی از سازمانهای جامعه دولت‌های عرب می‌باشد که وظیفه خاصش حفظ و نگهداری میراث و فرهنگ عربی می‌باشد.

## نامگذاری

لوگو الکسو

این سازمان به‌طور سمبلیک اسم الکسو که خلاصه اسم انگلیسی این سازمان:
(ALECSO) می‌باشد را به عنوان اسم اختصاری انتخاب نمود و آن را نه به صورت لاتینی بلکه به صورت عربی در متون رسمی خود بکارگرفت (شاید یکی از دلایلی که این سازمان این کار را انجام داد برای شباهت‌سازی بین خودش و سازمان آموزش و فرهنگ و علوم سازمان ملل «یونسکو» بوده‌است).

## سازمان
این سازمان بر تعدادی از بنیادها و مراکز آموزشی از جمله بنیاد دست‌نوشته‌های عربی نظارت دارد. بنیاد دست‌نوشته‌های عربی پیش از تأسیس سازمان آموزش و فرهنگ و علوم عربی تأسیس شده بود ولی پس از تأسیس این سازمان این انستیتو در بدو تأسیس سازمان آموزش و فرهنگ و علوم عربی به آن پیوست.

## دبیرکل
| اسم                                                                                             | کشور    | آغاز کار        | پایان کار    |
| ----------------------------------------------------------------------------------------------- | ------- | --------------- | ------------ |
| عبد العزیز السید                                                                                | مصر     | ۱۹۷۰            | ۱۹۷۵         |
| محی الدین صابر                                                                                  | سودان   | ۱۹۷۶            | ۱۹۸۸         |
| مسارع حسن الراوی                                                                                | عراق    | ۱۹۸۹            | ۱۹۹۲         |
| محمد المیلی                                                                                     | الجزایر | ۱۹۹۳            | ۲۰۰۰         |
| المنجی بوسنینة                                                                                  | تونس    | ۱ فوریه ۲۰۰۱    | ۱ فوریه ۲۰۰۹ |
| محمد العزیز بن عاشور                                                                            | تونس    | ۱ فوریه ۲۰۰۹    | ۱ فوریه ۲۰۱۳ |
| عبدالله حمد محارب                                                                               | کویت    | ۱ فوریه ۲۰۱۳    | ۴ مه ۲۰۱۷    |
| بعد از درگذشت عبدالله حمد محارب از ماه مه تا سپتامبر۲۰۱۷ مسئولیت دبیرکلی برعهده شغور المنصب بود |         |                 |              |
| سعود هلال الحربی                                                                                | کویت    | ۲۸ سپتامبر ۲۰۱۷ | تا کنون      |

## سفرای حسن نیت
سازمان آموزش و فرهنگ و علوم عربی در سال ۲۰۱۶ پروژه سفرای حسن نیت خود را آغاز کرد، مأموریت اصلی این سفرا عبارت است از اقدام به کارهای خیریه در رسیدگی به مدارس ابتدایی در کشورهای عربی و مشارکت در بعضی از کارهای داوطلبانه و پروژه‌های دیگری که این سازمان در قبال انجام آن‌ها مسئولیت پذیرفته‌است.
سفرای حسن نیت این سازمان از شروع عبارتند از:
- تونس: ظافر العابدین از کشور تونس از سال ۲۰۱۶.
- کویت: عبدالعزیز سعود البابطین از کشور کویت از سال ۲۰۱۶.
- امارات متحده عربی: عبدالعزیز عبدالله الغریر ازکشور امارات متحده عربی از سال ۲۰۱۶.

## اعضا
تا کنون به این سازمان ۲۲ دولت عربی پیوسته‌اند که اسامی آن‌ها برحسب تاریخ عضویتشان در زیر آمده‌است:
- ۱۹۷۰:  اردن  الجزایر  سودان  سوریه  عراق  کویت  لیبی  مصر  یمن
- ۱۹۷۱:  بحرین  فلسطین  قطر
- ۱۹۷۲:  امارات متحده عربی  عربستان سعودی
- ۱۹۷۳:  عمان
- ۱۹۷۴:  تونس
- ۱۹۷۵:  موریتانی
- ۱۹۷۶:  مراکش  سومالی
- ۱۹۷۸:  جیبوتی
- ۱۹۸۵:  لبنان
- ۲۰۰۲:  کومور

## انتشارات
- کتاب داستان تمدن (سال ۱۹۸۸ میلادی)، این کتاب توسط شماری از استادان این سازمان مانند زکی نجیب محمود، محمد بدران و تعداد دیگری از استادان به زبان عربی ترجمه شده‌است.
- قاموس عربی الاساس: سازمان آموزش و فرهنگ و علوم عربی در سال ۱۹۸۹ اقدام به انتشار این قاموس با چاپ لاروس نمود، این کتاب در ۱۳۴۷ صفحه حاصل هم‌نظر شدن جمعیت‌های زبان عربی کشورهای مختلف عربی می‌باشد. این کتاب توسط تعداد زیادی از بزرگان و نام‌آوران زبان عربی و به دستور سازمان آموزش و فرهنگ و علوم عربی گردآوری و آماده و منتشر شده‌است.